# Eloy Casals
Eloy Casals Rubio (Lérida,  22 de octubre de 1982), más conocido como Eloy Casals, es un exfutbolista y entrenador de fútbol español que actualmente es entrenador de la Selección de fútbol sub-21 de Andorra y es director técnico de la Selección de fútbol de Andorra.

## Trayectoria

### Como jugador
Nacido en Lérida, Eloy comenzó su trayectoria como jugador en el FC Alcarras y más tarde, jugaría en el CF Balaguer y en el Sporting Mahonés, antes de llegar en 2012 al FC Santa Coloma de la Primera División de Andorra. Con el conjunto andorrano disputó ocho temporadas y llegó a clasificar al FC Santa Coloma en la primera ronda previa de la Champions League en la temporada 2014-15, gracias a su gol en el minuto 95 ante el Banants de Armenia que dio la vuelta al mundo. Más tarde, también disputaría la UEFA Europa League, retirándose en agosto de 2020. 

### Como entrenador
Eloy es licenciado en Educación Física, con un máster en preparación física en fútbol y posee el título de entrenador UEFA Pro, mientras compaginaba su etapa como jugador en activo. En 2012, firma por la Federación Andorrana de Fútbol como integrante del staff técnico de la selección absoluta en la que trabaja desde 2012 a 2020 y ocuparía el cargo de la Selección de fútbol sub-17 de Andorra desde 2014 a 2018.
En la temporada 2016-17, firma como entrenador del equipo juvenil del FC Andorra. El 31 de mayo de 2017, se hace cargo de manera provisional junto con Richard Imbernón del primer equipo del FC Andorra de la Primera Catalana, al que dirigen hasta el final de la temporada tras la destitución de Emili Vicente.
En enero de 2018, vuelve a coger de manera interina el banquillo del FC Andorra al que dirige durante unas jornadas, tras la destitución de Marc Castellsagué y hasta la llegada al cargo de Candi Viladrich.
En noviembre de 2019, firma como entrenador de la Selección de fútbol sub-21 de Andorra.
El 16 de septiembre de 2020, firma como director técnico de la Selección absoluta de fútbol de Andorra, cargo que compaginaría con el de seleccionador andorrano sub-21.

## Clubes

### Como entrenador
| Club                                  | País               | Año             |
| ------------------------------------- | ------------------ | --------------- |
| Selección de fútbol sub-17 de Andorra | Bandera de Andorra | 2014-2018       |
| FC Andorra Sub-19                     | Bandera de Andorra | 2016-2018       |
| FC Andorra (interino)                 | Bandera de Andorra | 2017            |
| FC Andorra (interino)                 | Bandera de Andorra | 2018            |
| Selección de fútbol sub-21 de Andorra | Bandera de Andorra | 2019-actualidad |